# Calyptomyrmex wittmeri
Calyptomyrmex wittmeri é uma espécie de formiga do gênero Calyptomyrmex, pertencente à subfamília Myrmicinae.